# Bristol Siddeley BS.605
Le Bristol Siddeley BS.605 était un moteur-fusée à ergols liquides britannique du milieu des années 1960, conçu par le constructeur Bristol Siddeley Engines Ltd.. Servant de propulseur d'assistance au décollage (JATO) ce moteur fonctionnait grâce à un mélange de kérosène et de peroxyde d'hydrogène.

## Conception et développement

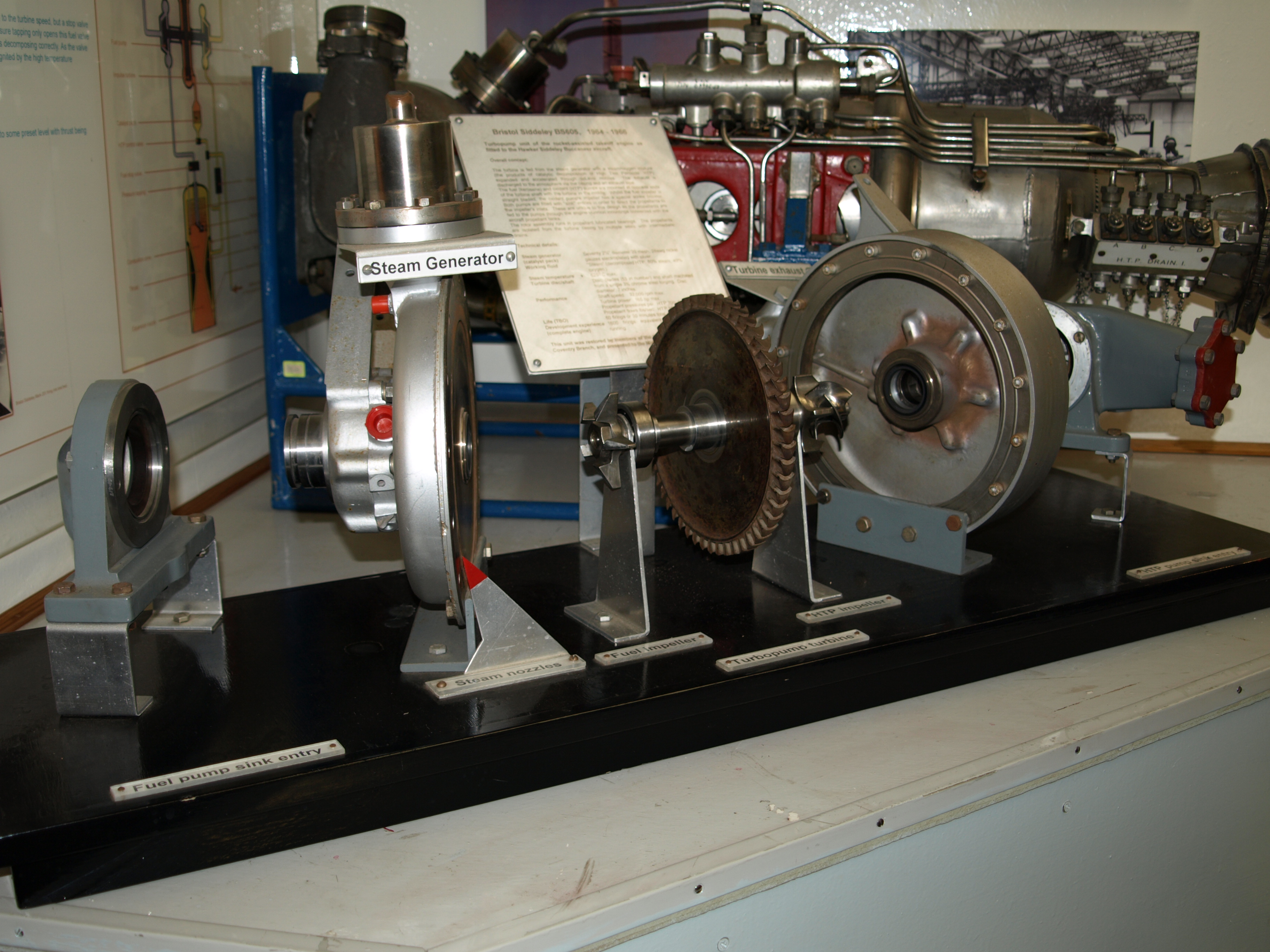
Le BS.605 et les pièces d'un deuxième exemplaire, exposés au Midland Air Museum.

Le BS.605 fut conçu à partir de la plus petite des deux chambres de combustion de l'Armstrong Siddeley Stentor (en), développé quelques années plus tôt. Il produisait une poussée maximale de 35,6 kN.
Deux moteurs BS.605 rétractables équipaient les avions d'attaque Buccaneer S.50 de la force aérienne sud-africaine, pour faciliter leur utilisation dans les environnements chauds et à haute altitude. Le moteur fut également envisagé pour la propulsion de la Bluebird CMN-8 (en), un concept de voiture pour un record de vitesse terrestre supersonique devant être conduite par Donald Campbell.

## Exemplaires préservés
Un BS.605 complet et des pièces provenant d'un deuxième moteur sont exposés au Midland Air Museum. Un exemplaire préservé est visible au sein d'une collection de moteurs au musée de la RAF de Cosford (en), également au Royaume-Uni.